# Rejon dergacki
Rejon dergacki (ukr. Дергачівський район) – dawna jednostka administracyjna wchodząca w skład obwodu charkowskiego Ukrainy.
Utworzony w 1923, miał powierzchnię 900 km² i liczył 96 tysięcy mieszkańców. Siedzibą władz rejonowych byłyDergacze.
Na terenie rejonu znajdowały się 1 miejska rada, 1 osiedlowa rada i 7 silskich rad, liczących w sumie 47 wsi i 8 osad.
Zlikwidowany 19 lipca 2020 roku w ramach reformy administracyjnej. Jego ziemie weszły w skład nowego rejonu charkowskiego.